# Danae Papamatthäou-Matschke

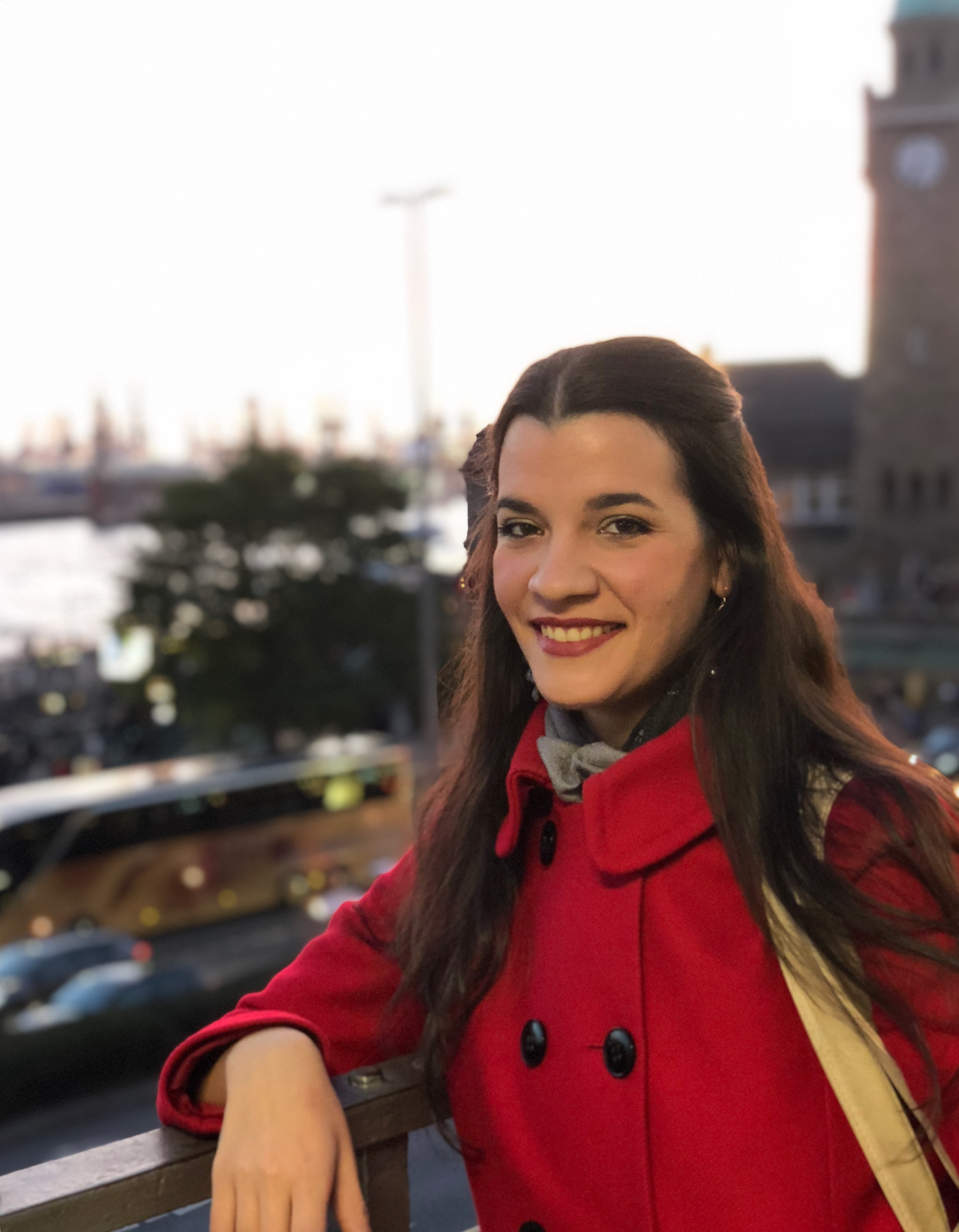
Danae Papamatthäou-Matschke (2018)

Danae Papamatthäou-Matschke (griechisch Δανάη Παπαματθαίου–Μάτσκε Danái Papamatthéou-Mátske, international auch Danae Papamattheou-Matschke, * 1988 in Athen) ist eine deutsch-griechische Violinistin. Sie lebt in Hamburg und Thessaloniki.

## Künstlerische Tätigkeit
Danae Papamatthäou-Matschke gab ihr Konzertdebüt im Alter von 11 Jahren bei griechischen Musikfestivals und konzertierte seitdem auch in Deutschland, den USA, China, Italien, Spanien, der Schweiz, Österreich, Slowenien, Estland, Finnland, Schweden und Zypern. Als Solistin hat sie mit einer Vielzahl von Symphonieorchestern zusammen gearbeitet, wie z. B. den Staatsorchestern Thessaloniki und Athen, dem Symphonieorchester des griechischen Rundfunks, dem Mendelssohn Kammerorchester Leipzig und der Thüringen Philharmonie Gotha-Eisenach.
Als Solistin ist sie regelmäßig auf internationalen Musikfestivals wie den Festspielen Mecklenburg-Vorpommern, dem International Mendelssohn Festival Hamburg, dem Samos Young Artists Festival und dem Molyvos International Music Festival zu Gast und trat in großen Musikzentren auf, wie u. a. dem Gewandhaus Leipzig, der Elbphilharmonie und Laeiszhalle Hamburg, dem Beijing National Centre for the Performing Arts sowie den Konzertpalästen Athen und Thessaloniki.
Darüber hinaus absolvierte sie internationale Meisterkurse u. a. bei Igor Ozim, Ana Chumachenko, Zakhar Bron, Donald Weilerstein, Vanya Milanova, Boris Garlitsky, Tanja Becker-Bender, Christiane Hutcap sowie dem Szymanowski-Quartett.

## Ausbildung
Danae Papamatthäou-Matschke erhielt ihren ersten Geigenunterricht im frühen Kindesalter in ihrer Heimatstadt. Es folgten Studien am Musikgymnasium Schloss Belvedere in Weimar bei Jost Witter, an der Universität Mozarteum in Salzburg bei Igor Ozim und an der Hochschule für Musik und Theater Hamburg bei Tanja Becker-Bender. Heute ist sie Doktorandin an der Mazedonischen Universität Thessaloniki und Mitarbeiterin an der Hochschule für Musik und Theater Hamburg.

## Auszeichnungen
Danae Papamatthäou-Matschke ist Preisträgerin zahlreicher nationaler und internationaler Wettbewerbe. So feierte sie Erfolge beim Internationalen Violinwettbewerb Andrea Postacchini (Italien), dem "Internationaler Violinwettbewerb Henri Marteau" (Deutschland), Jugend musiziert (Deutschland), sowie dem Internationalen Wettbewerb für junge Solisten „Ersi Saratsi“ und dem „Panhellenischen Violinwettbewerb“ (Griechenland). Zudem gewann sie Sonderpreise für die beste Interpretation eines virtuosen Werks bei dem "Internationaler Violinwettbewerb Henri Marteau" (Deutschland) und für die beste Interpretation eines zeitgenössischen Werks beim Internationalen „Szymon Goldberg Award“ (Deutschland).

## Stipendien
Danae Papamatthäou-Matschke wurde für ihre herausragenden Leistungen wiederholt mit Stipendien internationaler gemeinnütziger Organisationen geehrt. So war sie Stipendiatin des Vereins der Musikfreunde Athen, der Onassis-Stiftung, der Deutsche Stiftung Musikleben, der Stiftung Maritim Hermann und Milena Ebel und der Berenberg Bank Stiftung.

## Diskografie
Zwei CD-Produktionen präsentieren Einspielungen mit Werken von J. S. Bach, L. v. Beethoven, E. Bloch, C. Franck, C. Debussy, M. Ravel und D. Terzakis (IRIDA Classical).